# كيلي ساسسيارو
كيلي ساسسيارو (بالإنجليزية: Kyle Casciaro)‏ (12 مارس 1987 بجبل طارق في المملكة المتحدة - ) هو لاعب كرة قدم بريطاني في مركز جناح ‏. شارك مع منتخب جبل طارق لكرة القدم. أما مع النوادي، فقد لعب مع نادي لينكولن ريد إيمبس.

## وصلات خارجية
- كيلي ساسسيارو على موقع الاتحاد الدولي (مؤرشف)  (الإنجليزية)
- كيلي ساسسيارو على موقع الاتحاد الأوربي (الإنجليزية)
- كيلي ساسسيارو على موقع قاعدة بيانات كرة القدم.إي يو (الإنجليزية)
- كيلي ساسسيارو على موقع ناشيونال فوتبول تيمز (الإنجليزية)
- كيلي ساسسيارو على موقع Soccerway.com (الإنجليزية)